# Dipartimento di Santa María (Catamarca)
Santa María è un dipartimento argentino, situato nella parte centro-settentrionale della provincia di Catamarca, con capoluogo Santa María.

## Geografia fisica
Esso confina con le province di Salta e Tucumán e con i dipartimenti di Belén e Andalgalá

## Società

### Evoluzione demografica
Secondo il censimento del 2001, su un territorio di 5.740 km², la popolazione ammontava a 22.127 abitanti, con un aumento demografico del 30,55% rispetto al censimento del 1991.

## Amministrazione
Nel 2001 il dipartimento comprendeva i seguenti comuni (municipios in spagnolo):
- Santa María
- San José